# Сумовка (озеро)
Су́мовка (бел. Су́маўка) — озеро в Миорском районе Витебской области в бассейне реки Вята (приток Западной Двины), в 8 км на запад от города Миоры.
Площадь поверхности озера — 1,63 км², длина — 2,38 км, максимальная ширина — 0,68 км. Длина береговой линии — 6,03 км. Наибольшая глубина озера достигает 29,6 м, средняя — 6,8 м. Объём воды — 11,1 млн м³. Площадь водосбора составляет 14,4 км². Высота над уровнем моря — 141,9 м.
Котловина озера ложбинного типа, вытянута в направлении с запада на восток и образует два плёса. Западный плёс, более глубоководный, также носит название Говцы (бел. Гоўцы). Высота склонов котловины преимущественно варьируется от 1 до 5 м.
Береговая линия в восточной части озера извилистая. Берега высотой от 0,2 до 0,8 м, местами заболоченные, поросшие кустарником. Литоральная зона песчаная, глубже дно покрыто илом.
Минерализация воды достигает 140 мг/л, прозрачность — 3 м. Озеро мезотрофное, слабопроточное, зарастает слабо. Впадают ручьи и с запада вытекает ручей в озеро Средник. Прибрежная растительность (тростник, кувшинка, уруть, хвощ, элодея) занимает полосу шириной до 15 метров.
В озере обитают щука, лещ, плотва, налим, краснопёрка и другие виды рыб.